# حسن فتحي (كاتب)
حسن فتحي (بالفارسية: حسن فتحی) هو كاتب وكاتب سيناريو ومخرج إيراني، ولد في 1959 في إيران.

## وصلات خارجية
- حسن فتحي على موقع IMDb (الإنجليزية)
- حسن فتحي على موقع ألو سيني (الفرنسية)
- حسن فتحي على موقع أول موفي (الإنجليزية)
- حسن فتحي على موقع قاعدة بيانات الفيلم (الإنجليزية)
- حسن فتحي على موقع كينوبويسك (الروسية)